# Placomerus
Placomerus is een geslacht van wantsen uit de familie van de Naucoridae (Zwemwantsen). Het geslacht werd voor het eerst wetenschappelijk beschreven door La Rivers in 1956.

## Soorten
Het genus bevat de volgende soorten:

- Placomerus micans La Rivers, 1956
- Placomerus obscuratus Sites & Camacho, 2014